# 小田急バス登戸営業所

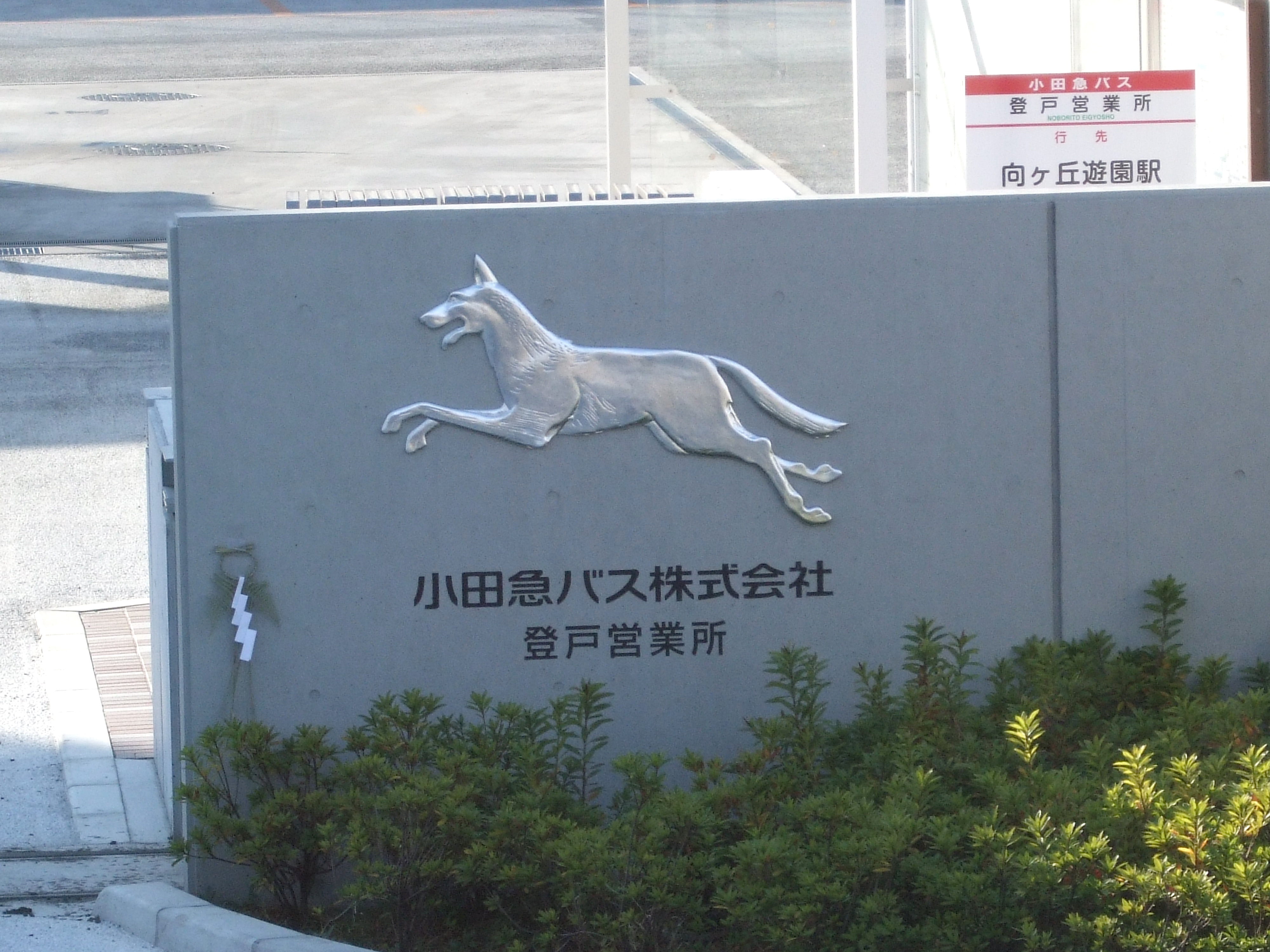
犬マークのレリーフを掲げた表札

小田急バス登戸営業所（おだきゅうバスのぼりとえいぎょうしょ）は、神奈川県川崎市多摩区登戸にある小田急バスの営業所。川崎市北部・横浜市北部と東京都稲城市の路線の一部を担当している。営業所略号は生田営業所時代からEを使用する。
2013年（平成25年）6月2日、川崎市麻生区西生田2丁目7-20にあった小田急バス生田営業所（おだきゅうバスいくたえいぎょうしょ）から移転して新設された。本項では生田営業所についても記述する。

## 概要
川崎市主要地方道幸多摩線に面した場所にあり、誘導員が安全確認と誘導を行っている。2022年（令和4年）10月に新百合ヶ丘営業所が開設されるまで、小田急バスとしては神奈川県内唯一の営業所だった。
生田営業所前の津久井道拡幅工事実施のため、生田営業所を登戸の三菱レイヨン工場跡地に移転し、2013年6月2日に登戸営業所として開業。また、営業所移転に際し一部の路線改編を実施した。
当時存在した町田営業所から移転してきた整備工場を併設し、将来的には小田急バス全車両の車検・整備を当営業所へ集約する計画がある。
旧生田営業所は、小田急小田原線生田駅 - 読売ランド前駅間の線路沿い、東京都道・神奈川県道3号世田谷町田線（津久井道）に面している。跡地の大半はグループ会社の川崎交通産業の本社となっているが、現在でもバス留置場の一部を生田折返場として活用しているほか、研修施設が新規に設置されている。

## 沿革

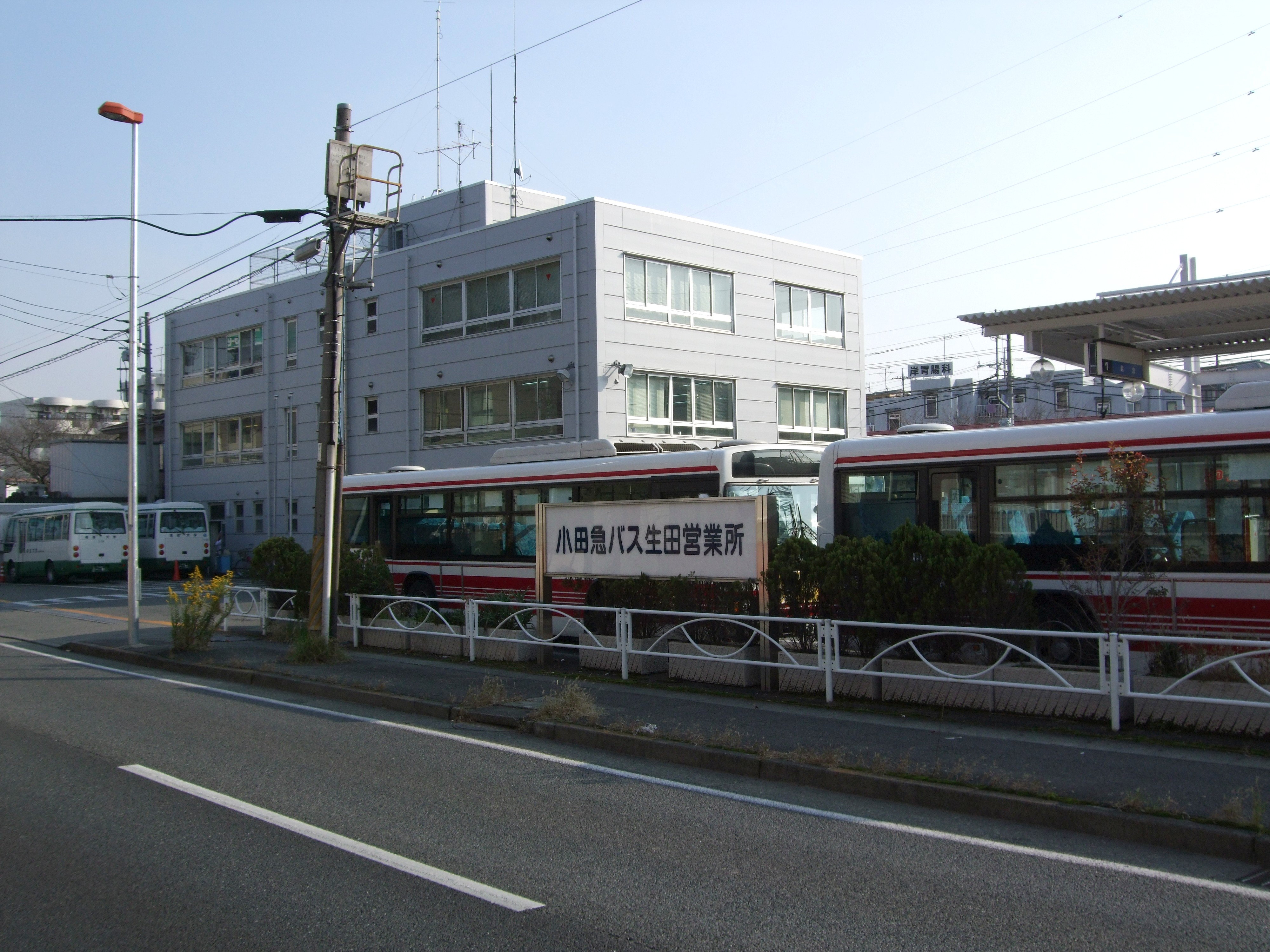
旧・生田営業所

- 1967年（昭和42年）3月 - 川崎市北部・稲城町（当時）の輸送力増強を目的に、小田急バス生田営業所が開設される。狛江営業所から一部路線を移管される。
- 1983年（昭和58年）7月 - 生田営業所から分離し、町田営業所が開設される。柿生駅 - 町田駅の路線を町田営業所へ移管。
- 1996年（平成8年）3月 - 生田営業所の建替えに伴う用地不足により、整備工場が町田営業所へ移転。整備工場のない営業所となる。
- 2007年（平成19年）10月1日 - 管内の路線で交通系ICカードPASMO・Suicaへの対応開始。
- 2013年（平成25年）6月2日 - 生田営業所を閉鎖の上、登戸営業所が移転開業[2]、整備工場を町田営業所（当時）から移転[4]。
- 2017年（平成29年）2月16日 - 新01・稲02・新05・新06系統を町田営業所（当時）へ移管。
- 2021年（令和3年）2月28日 - 同日をもって川崎市バスと共同運行していた新10系統から川崎市バスが撤退、全便を路線移譲される。これに伴い共通定期券の取り扱いを終了。
- 2023年（令和5年）
  - 5月15日 - 川崎市内運賃を改定[5]。これに伴い、当営業所管内の川崎市・横浜市を跨ぐ路線を含む全ての路線が均一運賃（当時220円）となる。
  - 7月30日 - 新10・新15・新18・新19・新20・新25・百02系統を新百合ヶ丘営業所へ移管[6][注釈 1]。
- 2024年（令和6年）3月16日 - 新04系統を新百合ヶ丘営業所へ移管[7]。

## 運賃
2024年6月1日現在、当営業所管内全ての路線が均一運賃（大人240円、子供現金120円・ICカード50円、深夜バスは倍額運賃）である。
2023年5月14日までは川崎市内と横浜市内で運賃が異なっていた（川崎市内は210円、横浜市内は220円、いずれも当時の大人運賃）ため、たまプラーザ駅行き・あざみ野駅行きに川崎市内停留所から乗車する場合は、降車停留所を運転士に申告する必要があったが、翌15日に川崎市内も220円に引き上げられたことにより、申告の必要はなくなっている。
なお、東急バス虹が丘営業所と川崎市バス鷲ヶ峰営業所と共同運行している鷺31系統では、3社局間で運賃が一切統一されておらず、東急バスは大人230円・子供120円（ICカード115円）、川崎市バスは大人220円・子供110円となっている。加えて川崎市内運賃の改定の時期も異なっており、市バスは2022年10月1日、東急バスは2023年3月16日に行われたが、後者は2024年3月24日に再改定を実施している。

## 現行路線

### 千代ヶ丘線

#### 新百合ヶ丘駅 - 千代ヶ丘一丁目・千代ヶ丘方面
- 新02：新百合ヶ丘駅 - 千代ヶ丘一丁目 - 千代ヶ丘
- 新02：新百合ヶ丘駅 - 千代ヶ丘一丁目 - 千代ヶ丘 - 西生田小学校 - 読売ランド前駅 - 生田折返場（深夜バスあり）

新百合ヶ丘駅と千代ヶ丘を結ぶ路線は、千代ヶ丘一丁目経由の新02と金程経由の新03、新07の2線があるが、千代ヶ丘へは新02の方が距離は短い。日中は20分間隔、朝夕は15分間隔で運行される。なお、2021年3月1日のダイヤ改正で、新百合ヶ丘駅での乗り場が4番のりばから3番のりばに変更された。生田折返場便は生田営業所時代から出入庫便として設定されているため、本数は少なく不均等である。

#### 新百合ヶ丘駅 - 金程・千代ヶ丘方面

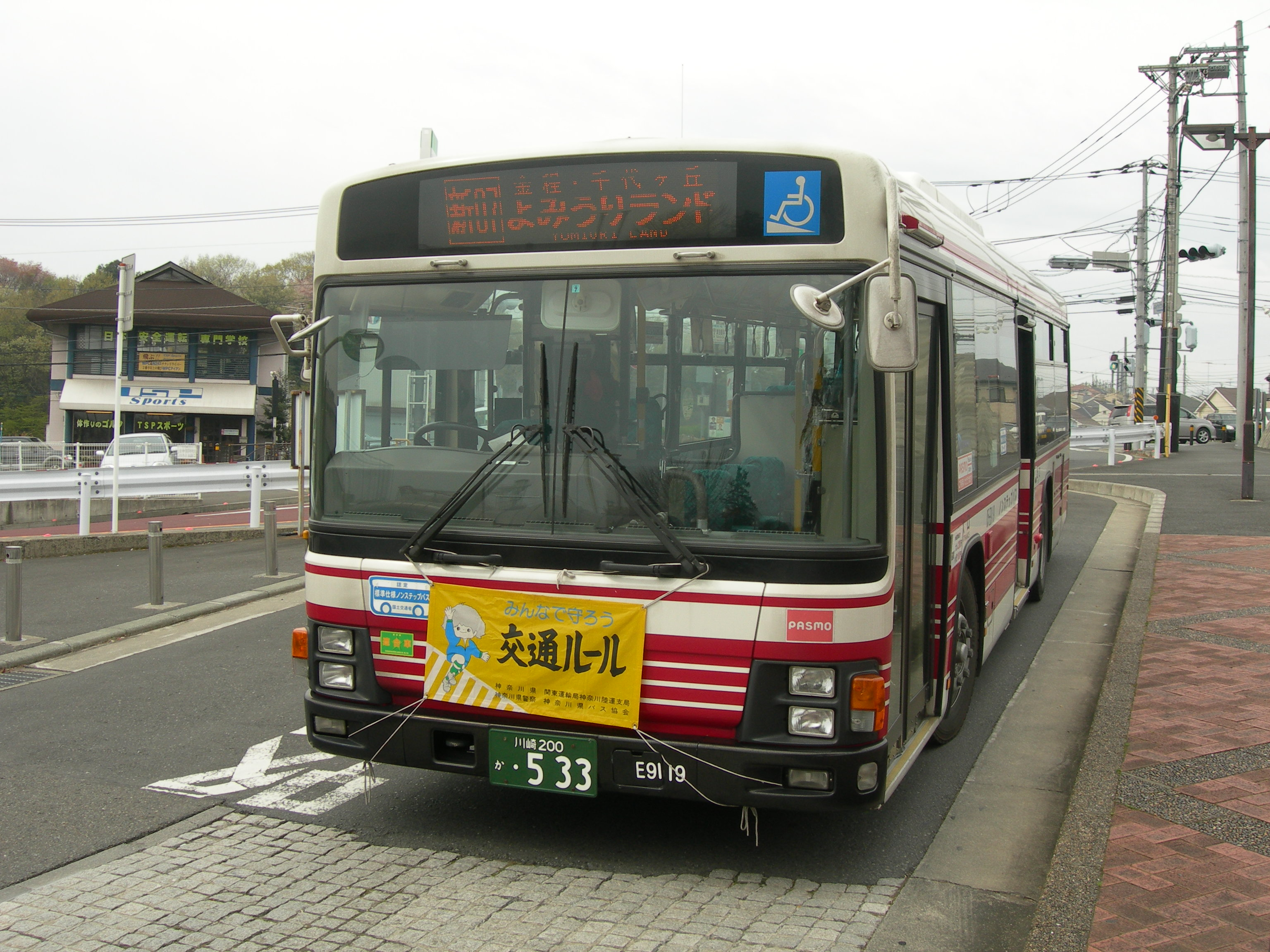
新07 よみうりランドにて(05-E9119)

- 新03：新百合ヶ丘駅 - 下平尾 - 金程 - 千代ヶ丘（朝間のみ）
- 新03：新百合ヶ丘駅 - 下平尾 - 金程 - 千代ヶ丘 - 西生田小学校 - 読売ランド前駅 - 生田折返場
- 新07：新百合ヶ丘駅 - 下平尾 - 金程 - 千代ヶ丘 - 細山交番前 - よみうりランド
- 新09：新百合ヶ丘駅 → 千代ヶ丘一丁目 → 千代ヶ丘 → 金程 → 下平尾 → 新百合ヶ丘駅（千代ヶ丘循環・深夜バスあり）

新百合ヶ丘駅と千代ヶ丘を下平尾経由で結ぶ路線。千代ヶ丘へと向かう路線としては遠回りだが、金程地区・県立麻生高校への輸送が重要な存在意義である。2000年に新設された新07は、新百合ヶ丘駅からよみうりランドへのアクセスの他、麻生区細山地区の輸送も担っているため、終日利用者が多い。生田折返場便は新02と同じく生田営業所時代から出入庫便として設定されているため、本数は少なく不均等である。
夜間に運行される新09は、新02（先述）と新03を組み合わせて循環にした路線である。以前はよみうりランド便と同じ新07を名乗っていたが、2021年3月1日のダイヤ改正で新09に改番された。

### 王禅寺線

#### 新百合ヶ丘駅 - 日本映画大学 - 聖マリアンナ医科大学方面
- 新17：新百合ヶ丘駅 - 山口台中央 - 日光 - 日本映画大学 - 日生住宅 - 原店前 - 西長沢 - 生田高校前 - 盛源寺 - 聖マリアンナ医科大学[注釈 2]
- 新17：新百合ヶ丘駅 → 山口台中央 → 日光 → 日本映画大学 → 日生住宅 → 原店前 → 西長沢 → 生田高校前 → 盛源寺（夜間のみ）

新17は、聖マリアンナ医科大学病院への通院や聖マリ医大、日本映画大学白山キャンパス、県立生田高校、県立百合丘高校への通学輸送を担うと同時に多摩区長沢、宮前区菅生ヶ丘への足としても機能しており、平日朝ラッシュ時は6 - 8分間隔、平日日中は12分間隔、そのほかの時間帯は約15分間隔の毎時3 - 4本が運行されている。聖マリ大病院は川崎市西部では数少ない大病院で、東急田園都市線・小田急線方面へと放射状にバス路線が延びている。そのため、待機も可能な広いバスロータリーが設けられている。なお夜間の一部は聖マリ医大まで行かず、途中の盛源寺止まりとなる。

#### 百合ヶ丘駅 - 団地坂上 - 新百合ヶ丘駅方面
- 百01：百合ヶ丘駅 - 団地坂上 - 原店前 - 西長沢 - 生田高校前 - 盛源寺 - 聖マリアンナ医科大学[注釈 2]
- 百01：百合ヶ丘駅 → 団地坂上 → 原店前 → 西長沢 → 生田高校前 → 盛源寺（夜間のみ・深夜バスあり）

百01は西長沢経由で聖マリ医大まで運行している。百合ヶ丘駅発着路線の中では本数が最も多く、日中は15分に1本の間隔で運転されている。なお夜間の一部は聖マリ医大まで行かず、途中の盛源寺止まりとなる。
百合ヶ丘駅は前述した新17の終点・新百合ヶ丘駅と比べ小さな駅で、小田急線の優等種別が止まらないなど制約が多いものの、聖マリ医大や途中の多摩区長沢地区においては生田駅に次いで近い鉄道駅であるため、利用客が多い。

### ランド線

#### 寺尾台団地 - 読売ランド前駅 - よみうりランド・稲城方面
- 読01：寺尾台団地 - 読売ランド前駅 - 西生田小学校 - よみうりランド - 京王よみうりランド駅 - 矢野口駅（土休日1往復のみ）
- 読01：寺尾台団地 - 読売ランド前駅 - 西生田小学校 - よみうりランド - 京王よみうりランド駅
- 読01：寺尾台団地 - 読売ランド前駅 - 西生田小学校 - よみうりランド
- 読01：寺尾台団地 - 読売ランド前駅
- 読01：読売ランド前駅 ← 西生田小学校 ← よみうりランド ← 京王よみうりランド駅（入庫便）
- 読01：読売ランド前駅 ← 西生田小学校 ← よみうりランド（入庫便）
- 読01：読売ランド前駅 -（直行）- よみうりランド（不定期運行）
- 読01：よみうりランド - 京王よみうりランド駅
- 読06：寺尾台団地 - 読売ランド前駅 - 西生田小学校 - よみうりランド - 稲城駅

読売ランド前駅近くの高台にある寺尾台団地から、よみうりランド、京王相模原線京王よみうりランド駅を結ぶ路線で、寺尾台団地には折返所がないため、寺尾台一丁目 - 寺尾台団地でループ状の折返しを行っている。なお、ごく一部の便は京王よみうりランド駅から先、JR南武線矢野口駅まで乗り入れる。
中心となる寺尾台団地 - よみうりランド間は、全日を通して約20 - 40分間隔で運行されているが、よみうりランドへの観光客輸送が最大の役割であるため、平日よりも休日の方が本数は多く、開園時間帯は約15分間隔で運行している。長期休暇や連休になると、よみうりランドからの帰宅客で大幅に遅れるために増発便が設定される。クリスマスシーズンになると、よみうりランドにおいてジュエルミネーションが開催されるため、近隣の新百合ヶ丘や狛江はもちろん吉祥寺や武蔵境など、小田急バス各営業所から応援の車両が駆け付け、営業運転に入ることがある。平日でも麻生区細山・多摩美、多摩区寺尾台の地域輸送、京王線から日本女子大学西生田キャンパスへの通学輸送やスーパー銭湯『よみうりランド丘の湯』の利用客で賑わう。また、2025年3月1日には「TOKYO GIANTS TOWN」が開業し、その最寄りとして「東京ジャイアンツタウン」停留所が新設されており、同所へのアクセス路線ともなっている。また、この東京ジャイアンツタウン停留所では、稲城市PRサポーターで読売ジャイアンツの浅野将吾（京王よみうりランド駅・稲城駅方面）、または石塚裕惺（読売ランド前駅方面）による車内放送も行われている。
2013年6月2日の登戸営業所移転に伴うダイヤ改正で、寺尾台団地 - 矢野口駅の便（京王よみうりランド駅から矢野口駅に延伸する形）と、土曜・休日のみ矢野口駅→読売ランド前駅の便が新設された。しかし、後年のダイヤ改正で、車両運用の都合により、矢野口駅始発便はすべて寺尾台団地まで運行されることとなった。読売ランド前駅には折り返し所がないため、よみうりランド方面からの読売ランド前駅行は生田折返場方面の停留所で降車扱いをし、そのまま入庫するか生田折返場で中休となる。
2021年9月27日のダイヤ改正で、東京都道・神奈川県道124号線の道路切り替えに伴う所要時間の変更ならびに主にデータイムにおいて減便が実施され、矢野口駅乗り入れは土休日の1往復のみとなった。
2023年のクリスマスシーズンには他営業所の車により直行便が初めて設定された。
2025年4月1日ダイヤ改正より稲城南多摩線開通により読06が新設され、読01よみうりランド～京王よみうりランド駅の区間便が設定された。

#### 生田折返場 - 読売ランド前駅・城下・稲田堤方面

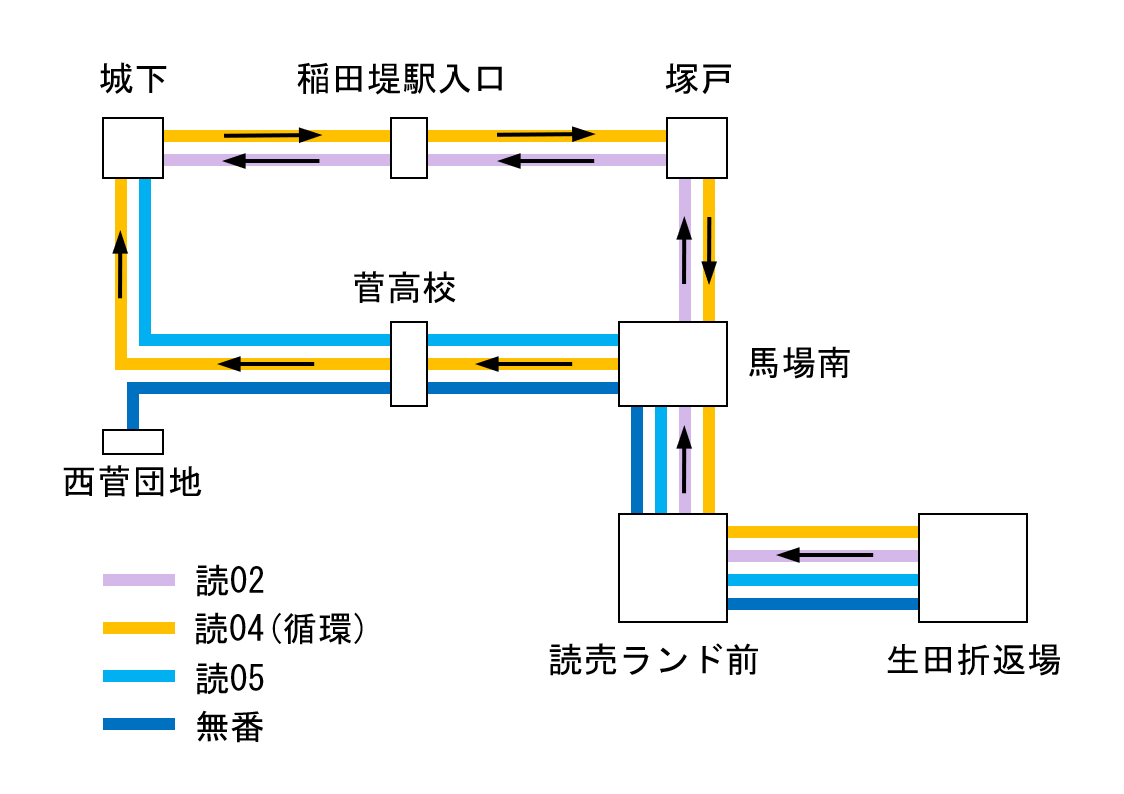
系統図（2023年3月6日現在）

- 読02：生田折返場 → 読売ランド前駅 → 馬場南 → 塚戸 → 稲田堤駅入口 → 城下（土休日朝1便のみ）
- 読04：生田折返場 → 読売ランド前駅 → 馬場南 → 菅高校 → 城下 → 稲田堤駅入口 → 塚戸 → 馬場南 → 読売ランド前駅 → 生田折返場（循環・土休日朝1便のみ）
- 読05：生田折返場 - 読売ランド前駅 - 馬場南 - 菅高校 - 城下
- 無番：生田折返場 - 読売ランド前駅 - 馬場南 - 菅高校 - 西菅団地（土休日1往復のみ）

読売ランド前駅と多摩区菅馬場・菅北浦・菅仙谷を結ぶ路線群である。日本女子大学西生田キャンパス、日本女子大附属中学・高校、県立菅高校への通学輸送を担う。
読02は、生田折返場から読売ランド前駅を経由し府中街道へ向かい、城下（京王稲田堤駅）まで行く。土休日朝1便のみの運行である。
読04・05は、生田折返場を起点とし読売ランド前駅を通り西菅団地入口交差点を左折、菅高校を経由し城下方面へ向かう系統。土休日1便を除き途中の城下を終点とする読05であり、全日を通して約15 - 30分間隔で運行されている。読04は、読05と同じ経路で城下まで走行し、その先は読02の逆向きの経路で生田折返場まで戻る循環路線。こちらも土休日朝1便のみの運行である。

西菅団地便は川崎市バスの西菅線との絡みで作られた関係上生田営業所時代から毎日1往復のみだったが、登戸営業所移転時に平日昼の1往復のみとなった。その後2018年1月16日から、土休日朝の1往復となり、さらに2023年1月21日のダイヤ改正で、土休日昼の1往復のみとなった。
以前は、読02・04共に府中街道のJR稲田堤駅入口交差点を曲がり、JR南武線稲田堤駅前を通り、一つ先の稲田堤折返場まで向かっていたが、2023年3月6日のダイヤ改正でそれぞれ現経路へ変更。稲田堤駅入口 - 稲田堤間が廃止された。なお、これにより2ヶ所の稲田堤駅入口停留所に停車することから、副名称が追加された。運行本数は両系統共に変わらず土休日朝1本のみ。

### 蔵敷線

#### 向ヶ丘遊園駅 - 聖マリアンナ医科大学 - あざみ野駅方面
- 向11：向ヶ丘遊園駅 - 多摩警察署前 - 明大入口 - 専修大学入口・川崎ゴルフ場入口 - 長沢 - 聖マリアンナ医科大学 - 長沢 - 蔵敷 - 保木入口 - 元石川町 - あざみ野駅
- 向11：聖マリアンナ医科大学 → 菅生 → 蔵敷 → 保木入口 → 元石川町 → あざみ野駅
- 向12：向ヶ丘遊園駅 - 多摩警察署前 - 明大入口 - 専修大学入口・川崎ゴルフ場入口 - 長沢 - 聖マリアンナ医科大学（深夜バスあり）
- 専01：専修大学9号館 - あざみ野駅（直行・不定期便）
- 専02：専修大学9号館 - 専修大学入口・川崎ゴルフ場入口 - 菅生 - 蔵敷 - 保木入口 - 元石川町 - あざみ野駅（不定期便）
- 無番：登戸営業所 - 多摩警察署前 - 明大入口 - 専修大学入口・川崎ゴルフ場入口 - 菅生 - 蔵敷 - 保木入口 - 元石川町 - あざみ野駅

向11は向ヶ丘遊園駅から浄水場通りを経て東急田園都市線・横浜市営地下鉄ブルーラインあざみ野駅へ向かう。浄水場入口 - 菅生間で聖マリアンナ医科大学に立ち寄るため、区間内の途中停留所（長沢・聖マリ医大入口）は片道1行程で2回通る。区間便として聖マリ医大までの向12があり、聖マリ医大までは向11・向12が10分間隔で交互に運転し、その先は向11の単独で20分間隔で運転している。ただし、土曜・休日の一部で向12の運行間隔が開く時間帯もある。登戸営業所からの出入庫便は早朝の登戸営業所発2本と夜間のあざみ野発の数本のみの運行で、系統番号が付与されておらず、聖マリ医大を経由しない。
元の向ヶ丘 - あざみ野便は聖マリ医大を経由せず、長沢は現在の菅生の位置に存在していた。また、聖マリ医大 - あざみ野便も存在していたが、1997年6月30日限りで一度は廃止されていた。しかし、2020年11月16日のダイヤ改正で、系統番号を付与したうえであざみ野向けのみ復活した。

沿線に専修大学生田キャンパスや聖マリ医大を抱える他、多摩区枡形・東三田、宮前区菅生・水沢、横浜市青葉区美しが丘の地域輸送も担う。向11は小田急小田原線と東急田園都市線・横浜市営地下鉄ブルーラインを短絡する系統でもあるため、全区間をまたいでの需要のほか、両方の駅からの近距離需要も多い。特に元石川町付近では東急バスの元石川線の本数が元来少なく、東急バスの補完の役割を果たしている。
登戸営業所の路線としては数少ない横浜市に乗り入れる路線であり、2023年5月14日までは美しが丘三丁目停留所が運賃の境目となっており、向ヶ丘遊園駅側は川崎市内運賃、あざみ野駅側は横浜市内運賃となっていた。
登戸土地区画整理事業のため、2022年4月1日より、向ヶ丘遊園駅付近での経路が変更となり、併せて乗り場も一部変更された（向ヶ丘遊園駅発着の他系統も同様）。
2025年4月1日のダイヤ改正で、専修大学9号館～あざみ野駅を結ぶ専01・専02が新設。前日まで運行されていた専修大学スクールバスの代替となっており、不定期運行となっている。専01は直行便で、専02は向11の運行ルートに沿って各停留所に停車するが、聖マリ医大を経由しない。

#### 鷺沼駅 - 聖マリアンナ医科大学
- 鷺31：鷺沼駅 - 犬蔵 - 清水台 - 蔵敷 - 聖マリアンナ医科大学[注釈 2][注釈 5]（東急バス虹が丘営業所・川崎市バス鷲ヶ峰営業所と共同運行）

2018年10月1日運行開始の新路線で、東急バス・川崎市バスと3社局共同運行。小田急バスの鷺沼駅、また東急バスの聖マリ医大乗り入れ共に初の事例となる。日中のみ30分間隔の運行で、3社局4往復の均等な割合で運行される。共通定期券の取り扱いはない。

### 専明線

#### 向ヶ丘遊園駅 - 専修大学前・専修大学９号館方面
- 向10：向ヶ丘遊園駅 - 多摩警察署前 - 明大入口 - 専修大学入口・川崎ゴルフ場入口 - 専修大学前（深夜バスあり）
- 向10：向ヶ丘遊園駅 - 多摩警察署前 - 明大入口 - 専修大学9号館(不定期便)

向10は向ヶ丘遊園駅から専修大学生田校舎へ向かう。専大以外に明治大学も生田キャンパスを置いているため、両大学への学生輸送を中心に終日賑わい小田急バス全社でも有数のドル箱路線となっている。
ほとんどの便が専修大学前までの運行だが、平日の午前中と昼間の一部に校舎北側の専修大学9号館行きとなる便がある。通学需要に合わせたダイヤ設定で、平日の通学時間帯は本数が多くなるが、閑散時間帯や土曜・休日は1時間に2 - 3本程度の運行である。深夜バスも運行されるが、沿線の多摩区枡形・三田の住民に向けたもので大学需要がある訳ではない。なお、専修大学生田キャンパスにおいてオープンキャンパスなどの学校行事が開催される日の他、建設業施工管理技術検定など大規模な国家試験の東京地区会場となった場合、小田急バス各営業所から応援の車両が駆け付け、営業運転に入ることがある。直近では2021年11月の2級管工事施工管理技術検定において実例がある。
2025年4月1日ダイヤ改正より、専修大学9号館発着は不定期便となった。

#### 向ヶ丘遊園駅 - 明治大学正門方面
- 向13：向ヶ丘遊園駅 - 多摩警察署前 - 五反田 - 生田大橋 - 西三田団地中央 - 明治大学正門

向ヶ丘遊園駅から西三田団地を経由して明治大学生田キャンパス正門に向かう路線。明大正門に入るとはいえ専大行きの路線に比べると経路的には遠回りで、沿線に西三田団地があるが、最終は21時台と早めに設定されていた。登戸営業所への移転を機にダイヤ改正が実施され、運行本数は若干減少したが、最終は22時台に繰り下げられ利便性が向上している。

### 出入庫路線

#### 登戸営業所 - 向ヶ丘遊園駅
- 無番：登戸営業所 （←多摩区役所前←） 向ヶ丘遊園駅

登戸営業所への移転時に設定された。停車停留所は上記のもののみである。登戸営業所発は朝方のみ、向ヶ丘遊園駅発は朝方と夕方（平日のみ）・夜間に運行される。

#### 生田折返場 - 百合ヶ丘駅・新百合ヶ丘方面
- 無番：登戸営業所 - 多摩警察署前 - 五反田 - 生田駅前 - 生田折返場 - 読売ランド前駅 - 高石 - 百合ヶ丘駅
- 無番：生田折返場 - 読売ランド前駅 - 高石 - 百合ヶ丘駅入口 - 新百合ヶ丘駅入口 - 新百合ヶ丘駅

これらの路線は全て、生田折返場方面への最短ルート（高石経由）を走行する。生田営業所時代の百合ヶ丘駅・新百合ヶ丘駅行きは、多くの本数が設定されていた（入・出庫の少ない時間帯は、1時間に1 - 2本程度の設定）。登戸営業所への移転を機に運行本数が大幅減便・適正化され、両系統合わせて概ね1時間に1 - 2本程度（うち平日5往復、土曜・休日4往復は百合ヶ丘駅発着）の運行になっている。2021年3月1日のダイヤ改正で、新百合ヶ丘駅発着便は平日4往復、土曜・休日5往復、百合ヶ丘駅発着便は平日3往復、土曜・休日2往復と大幅に減便され、更に2021年10月16日のダイヤ改正で、新百合ヶ丘駅発便は平日2本、土休日3本、新百合ヶ丘駅行きは平日4本、土休日5本に、百合ヶ丘駅発便は平日・土休日共に4本、百合ヶ丘駅行きは平日3本、土休日2本に変更された。2025年4月1日ダイヤ改正より、生田営業所～百合ヶ丘駅の廃止に代わって、土曜1往復のみ登戸営業所～百合ヶ丘駅が新設された。

## 移管路線

### 平尾団地線
- 新01：新百合ヶ丘駅 - 下平尾 - 台原 - 平尾団地（深夜バスあり）
- 稲02：新百合ヶ丘駅 - 下平尾 - 台原 - 平尾団地 - 坂浜 - 駒沢学園 - 宮の台 - 稲城駅
- 稲02：新百合ヶ丘駅 - 下平尾 - 台原 - 平尾団地 - 坂浜 - 宮の台 - 稲城駅
- 新05：新百合ヶ丘駅 - 下平尾 - 台原 - 平尾団地 - 坂浜 - 駒沢学園 - 宮の台 - 稲城駅 - 向陽台六丁目 - 稲城市立病院
- 新06：新百合ヶ丘駅 - 下平尾 - 台原 - 平尾団地 - 坂浜 - 駒沢学園

2017年2月15日までは登戸営業所の所管だった。翌日のダイヤ改正で町田営業所に移管され、移管時に路線名が「平尾団地線」から「平尾線」に改称された。なお、2014年12月1日に新設された新08（上平尾区画整理発着）は新設当初から町田営業所所管である。また、移管当時の新05は、全て駒沢学園を経由していた。その後、2022年10月16日に新百合ヶ丘営業所が開設（町田営業所は廃止）されたことに伴い、新08も含めて新百合ヶ丘営業所へ移管された。

### 王禅寺線
- 新10：新百合ヶ丘駅 - 山口台中央 - 日光 - 日本映画大学 - 白山一丁目 - 新ゆりグリーンタウン[注釈 7]
- 新15：新百合ヶ丘駅 - 山口台中央 - 日光 - 日本映画大学 - 日生住宅 - 大谷（大谷向けのみ深夜バスあり）
- 新18：新百合ヶ丘駅 → 山口台中央 → 日光 → 日本映画大学 → 日生住宅 → 大谷 → 真福寺 → 山口台中央 → 新百合ヶ丘駅（大谷循環・深夜バスあり）
- 新19：新百合ヶ丘駅 - 山口台中央 - 日光 - 日本映画大学 - 日生住宅 - 東百合ヶ丘四丁目 - 田園調布学園大学（調布学園向けのみ深夜バスあり）
- 新20：新百合ヶ丘駅 - 山口台中央 - 日光 - 吹込 - 東百合ヶ丘四丁目 - 田園調布学園大学（駅向けのみ深夜バスあり）
- 新25：新百合ヶ丘駅 - 山口台中央 - 日光 - 吹込 - 東百合ヶ丘四丁目 - 田園調布学園大学前 - 保木入口 - 元石川町 - たまプラーザ駅（東急バス虹が丘営業所と共同運行）
- 百02：百合ヶ丘駅 - 団地坂上 - 日生住宅 - 大谷 - 真福寺 - 山口台中央 - 新百合ヶ丘駅
- 百02：百合ヶ丘駅 - 団地坂上 - 日生住宅 - 大谷

2023年7月30日のダイヤ改正で、新百合ヶ丘営業所へ移管された系統群。
新10は、以前は千代ヶ丘線の所属だったが、2020年11月16日のダイヤ改正で王禅寺線の所属に変更。小田急バスと川崎市バスが交互で運転されるのが基本で、共通定期券の取り扱いもあったが、2021年2月28日をもって市バスが撤退。翌3月1日のダイヤ改正以降は、小田急バス単独での運行となっていた。2023年4月3日のダイヤ改正で、深夜バスは消滅したが、新百合ヶ丘営業所への移管時に復活した。
新15は、新百合ヶ丘駅から真福寺バス停近くにある大谷折返場を結ぶ。最終の深夜バスを除き、最終が19 - 20時台と早いが、23時台の最終までは大谷から先、真福寺・日光隧道経由（百02・新23と同ルート）で新百合ヶ丘駅に戻る新18として運行され、本数は終日新15は毎時3 - 4本、新18は毎時3本が設定されていた。また、移管時に百合ヶ丘カントリー倶楽部前（新百合ヶ丘営業所最寄り）始発の新18が平日朝に2本設定されている。
新19・新20は、尻手黒川道路の新百合ヶ丘方面延伸に伴い、1998年に新設された。当初は白山小学校（現・白山北緑地）経由の新19のみであったが、2002年に新20が開業すると、午前は往路・新20、復路・新19、午後はその逆という、片方は学校輸送・もう片方は新17の補完という運行へと変わった。
新25は2003年7月15日に新設された、小田急バスの一般路線としては初のたまプラーザ駅乗り入れ路線。概ね1時間に1 - 2本の運転で、新設当初から東急バスとの共同運行路線となっていた。横浜市に乗り入れる路線のため、2023年5月14日までは美しが丘西一丁目停留所が運賃の境目となっており、新百合ヶ丘駅側は川崎市内運賃、たまプラーザ駅側は横浜市内運賃となっていた。移管後に行われた2023年9月1日のダイヤ改正で入出庫便として吹込 - たまプラーザ駅便が新設。また、共同運行相手の東急バスが撤退し、小田急バス単独運行となった。

百02は団地坂上・大谷を経由して新百合ヶ丘駅までの路線。ダイヤ改正のたびに減便が進んでおり、移管時の日中は1時間15分間隔となっていた。以前は全便が大谷折返しだったが、現在大谷折返しは平日夜の百合ヶ丘駅発と平日早朝の大谷発のみで、ほとんどが新百合ヶ丘駅まで足を伸ばす。

### 千代ヶ丘線
- 新04：新百合ヶ丘駅 - 下平尾 - 金程 - 金程四丁目 - 向原（深夜バスあり）

麻生区北端部の向原地区と新百合ヶ丘駅を結ぶ路線。新03・新07の支線的役割を持つ路線で、金程四丁目から新03・新07と分かれ、金程中学校から向原二丁目の間で一度坂を下り、そこから終点向原まで上り坂を上がる。終点の向原は住宅地でありながら、ところどころに畑がある川崎市麻生区の市街化調整区域であり、バスは片側1車線の道路の終端部にある折返所で折り返す。
2024年3月16日のダイヤ改正で、新百合ヶ丘営業所へ移管し撤退。

## 廃止・撤退路線

### 蔵敷線（一部区間の廃止）
- 登戸駅 - 向ヶ丘遊園駅
- 牛込 - 江田駅
- 向ヶ丘遊園駅 - 蔵敷団地（折返所）

1977年にあざみ野駅が開業する前は、登戸駅 - 江田駅間の運行だった。登戸駅 - 向ヶ丘遊園駅を廃止し起点を向ヶ丘遊園駅に、あざみ野駅開業と同時に牛込 - 江田駅を廃止し終点をあざみ野駅に変更。蔵敷団地折返所（蔵敷団地止まり）も廃止された。登戸駅 - 向ヶ丘遊園駅間は現在の神奈中の淵24系統と同じループ状の経路を運行していたが、末期は向ヶ丘遊園駅の中央銀座商店街にあった江田方面のバス停は廃止され、登戸からのバスは旧ターミナル内で、転車台により方向転換し江田方面のバス停を経由していた。淵24は現在と同様にターミナルに入らず登戸方面のバス停の反対側が停留所となっていた。
- 無番：生田営業所 - 明大入口 - 専修大学入口・川崎ゴルフ場入口 - 蔵敷 - 保木入口 - あざみ野駅
- 無番：生田営業所 - 明大入口 - 専修大学入口・川崎ゴルフ場入口 - 聖マリアンナ医科大学

これらの路線は全て、生田営業所の入・出庫便であった。生田営業所 - 向ヶ丘遊園駅路線は、生田営業所発は朝のみ、向ヶ丘遊園駅発は朝8時台の1本と夜19時以降の便しか利用することができなかった。生田営業所 - あざみ野駅路線については、生田営業所発が始発のみ、あざみ野駅発が終車のみの運行であり、長沢 - 聖マリアンナ医科大学は経由しない。生田営業所 - 聖マリ医大路線については、生田営業所発は朝と午後便を利用することができるが（2011年12月で平日の夕方以降の便の営業運転を廃止）、聖マリ医大発は夜10時以降の便しか利用することができなかった。
2013年6月2日の登戸営業所移転に伴うダイヤ改正で、生田営業所 - 聖マリ医大便は廃止となり、登戸営業所 - 向ヶ丘遊園駅便が新設された。生田営業所 - あざみ野駅便は登戸営業所 - あざみ野駅便に変更され、生田営業所 - 東生田小学校前を経由しなくなり、多摩警察署前を経由する。

### 王禅寺線（一部区間の廃止）
- 百合ヶ丘駅 - 公団坂上（折返所）
- 百合ヶ丘駅 - 西長沢（折返所）
- 百01：百合ヶ丘駅 ← 団地坂上 ← 原店前 ← 西長沢 ← 生田高校前 ← 盛源寺
- 新16：新百合ヶ丘駅 - 山口台中央 - 日光 - 日本映画大学 - 日生住宅 - 原店前 - 西長沢
- 新百合ヶ丘駅 ← 盛源寺
- 新22：新百合ヶ丘駅 - 山口台中央 - 真福寺 - 大谷

百合ヶ丘駅 - 西長沢で運行していた路線で、先ず公団坂上折返所（現在の団地坂上止まり）が廃止された。西長沢折返所は、聖マリ医大までの乗り入れ後も、暫くは早朝深夜及び、新16新百合ヶ丘便の折り返し所として残っていたが、後にいずれも延伸され廃止された。さらに早朝にも聖マリ医大に乗り入れるようになり、盛源寺発の百合ヶ丘駅行及び新百合ヶ丘行が廃止された。
新22は、町田営業所の新23の途中折り返し便で、かつては新百合ヶ丘駅始発便が旧生田営業所の担当だった路線。主に中休やラッシュ時のバス待機の際に運行されていたが、2012年8月1日のダイヤ改正により新百合ヶ丘駅始発分を唯一担当していた生田のみとなった。また、ダイヤ改正により運用は早朝に大谷方向へ行く1本のみとなった。残った1本についても、2013年6月2日の登戸営業所移転に伴うダイヤ改正で廃止された。

### 千代ヶ丘線（一部区間の廃止）
- 百04：百合ヶ丘駅 - 新百合ヶ丘駅入口 - 万福寺 - 千代ヶ丘
- 百04：百合ヶ丘駅 - 新百合ヶ丘駅入口 - 万福寺 - 千代ヶ丘 - 西生田小学校 - 読売ランド前駅 - 生田営業所

新百合ヶ丘駅開業前はこの路線を中心に運行されていた。新百合ヶ丘駅入口で分かれて平尾団地へ向かっていた百03（後述）と千代ヶ丘へ向かい、一部の便は生田営業所へ向かっていた百04があった。新百合ヶ丘駅入口は経由していたものの、新百合ヶ丘駅に直接乗り入れる各系統の方が優勢となり、廃止時点では1時間に1 - 2本程度と少なかった。最終的に登戸営業所への移転と同時に廃止された。

### 平尾団地線
- 稲01：稲城市立病院 - 稲城長沼駅 - 矢野口 - 稲城市役所 - 坂浜 - 平尾団地

平日のみ1日4往復運行されていた。向陽台地区の住宅造成進捗に伴い、運行ルートを変更し新05となった。
- 百03：百合ヶ丘駅 - 新百合ヶ丘駅入口 - 下平尾 - 台原 - 平尾団地

新百合ヶ丘駅開業前はこの路線を中心に運行されていた。百合ヶ丘駅と新百合ヶ丘駅入口の間は千代ヶ丘線百04系統と一緒で、ここから分かれて平尾団地線のルートに入った。

### 登戸・向ヶ丘遊園駅 - 生田営業所 - 百合ヶ丘駅・新百合ヶ丘方面

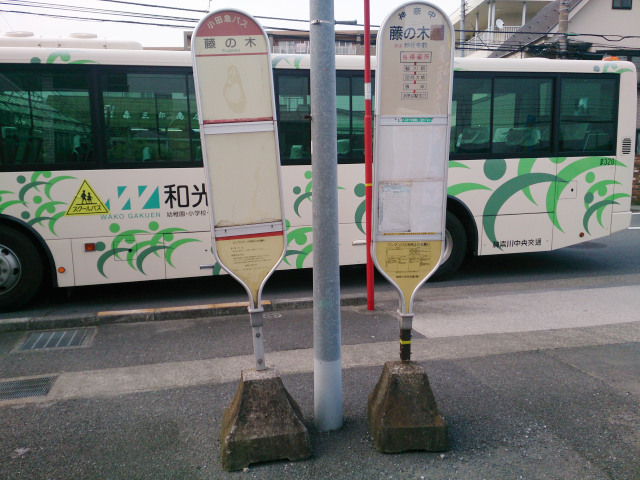
神奈中と小田急のポールが並ぶ藤の木停留所（鶴川駅方面）

- 無番：登戸 - 向ヶ丘遊園駅 - 生田営業所 - 百合ヶ丘駅入口 - 柿生駅北口 - 鶴川駅 - 図師 - 淵野辺駅北口 （当時の神奈川中央交通相模原営業所と共同運行。現在の淵24系統）

淵野辺線は元々、小田急の単独路線として運行を開始したもので、1959年（昭和34年）4月より神奈川中央交通との共同運行となった。その後、小田急バスが運行を取りやめたことで神奈川県相模原市から撤退したが、神奈中は2025年3月の路線廃止まで土曜1往復のみ運行されていた。
- 無番：生田営業所 - 読売ランド前駅 - 高石 - 百合ヶ丘駅入口 - 新百合ヶ丘駅入口 - 柿生駅北口 - 鶴川駅
- 無番：生田営業所 - 読売ランド前駅 - 高石 - 百合ヶ丘駅入口 - 新百合ヶ丘駅入口 - 柿生駅北口

生田営業所 - 柿生駅北口・鶴川駅は、現在町田営業所所管の鶴川線・柿生線を生田営業所が担当していた当時の出入庫系統。しかし、生田営業所からは距離がある上、世田谷町田線（津久井道）の渋滞悪化によって、大幅なダイヤ乱れが各路線に波及してしまうこと、新路線や運行本数増加で生田営業所自体が限界に達しつつあったことなどから、神奈中町田営業所（野津田車庫）に隣接して小田急バス町田営業所を開設・路線移管することになり、1983年（昭和58年）7月20日限りで運行が取りやめられた。
- 無番：生田営業所 - 読売ランド前駅 - 高石 - 百合ヶ丘駅入口 - 新百合ヶ丘駅入口 - 麻生区役所

麻生区役所発着は、早朝1往復のみの運行の出入庫路線。2013年6月2日の登戸営業所への移転に伴うダイヤ改正で廃止された。
- 無番：向ヶ丘遊園駅 - 多摩警察署前 - 五反田 - 生田駅前 - 生田折返場（土曜午後1往復のみ）

登戸営業所への移転時に設定された。五反田 - 向ヶ丘遊園駅間で向13と並行することもあって土曜の午後に1往復のみの運行となっている。2021年10月16日のダイヤ改正以前は休日も運行していた。2025年4月1日のダイヤ改正で廃止された。
なお、2025年3月時点で、平尾入口 - 柿生駅入口、柿生駅北口 - 藤の木（両方向）および藤の木 → 鶴川駅（鶴川駅方向）を運行する小田急バスの路線はなく、神奈中の淵24系統が土曜1往復運行するのみだったが、その区間にある平尾入口・古沢入口・修廣寺停留所では小田急バスが管理する停留所ポールを神奈中が使用し、また藤の木・妙行寺前停留所は小田急・神奈中のポールが並んで設置されていた。

### 柿生線
- 調布駅 - 多摩川橋 - 矢野口駅東 - 下黒川 -入谷戸 - 街道口 - 下大蔵 - 鶴川駅 - 薬師池 - 本町田 - 菅原神社前 - 町田郵便局前 - 原町田駅

昭和30年代の宅地増加によるバス路線の拡大で、1958年（昭和33年）に運行開始した。神奈中の鶴22系統（鶴川駅 - 調布駅）と同一ルートで鶴川駅、さらに神奈中の町53系統に乗り入れて原町田駅まで運行したが、1972年（昭和47年）に不採算路線として小田急が運行から撤退した。神奈中は2024年に鶴22を廃止したものの、町53に関しては現在も運行している。
- 吉祥寺駅 - 神代植物公園 - 調布駅 - 矢野口駅東 - 下黒川 - 片平中央 - 柿生駅

柿生線には、調布駅から先吉祥寺営業所の調布線に乗り入れる系統もあった。1974年（昭和49年）の京王相模原線多摩センター延長と前後して調布駅以遠が廃止となった。

### ランド線
- 読01：読売ランド前駅 ← 西生田小学校 ← よみうりランド ← 京王よみうりランド駅 ← 矢野口駅（土休日のみ）

2013年6月2日の登戸営業所移転に伴うダイヤ改正で土休日のみ設定された。現在の矢野口駅始発便は、車両運用の都合上、全て寺尾台団地行きとして運行している。
- 読02：生田折返場 - 読売ランド前駅 - 馬場南 - 塚戸 - 稲田堤駅入口 - 稲田堤駅前 - 稲田堤
- 読03：生田営業所 - 読売ランド前駅 - 馬場南 - 塚戸 - 稲田堤駅入口 - 城下 - 西菅団地
- 読04：生田折返場 - 読売ランド前駅 - 馬場南 - 菅高校 - 城下 - 稲田堤駅入口 - 稲田堤駅前 - 稲田堤
- 堤01：稲田堤 - 稲田堤駅前 - 城下 - 西菅団地
- 登14：城下 - 西菅団地（川崎市バス鷲ヶ峰営業所と共同運行）

読03は、1987年6月のダイヤ改正で新設された系統。廃止年月不明（1990年9月30日時点では廃止済）。
堤01は、稲田堤折返場と西菅団地を結ぶ路線。開設・廃止年月不明（1990年9月30日時点では残存）。
登14は、現在も残る川崎市バスの城下折り返し便と同一で、共同運行を行っていた。開設・廃止年月不明（1990年9月30日時点では残存、共通定期券の取り扱いは無し）。
読02・読04は、多摩川の堤防にほど近い場所にある稲田堤折返所まで向かっており、昔は多摩川の渡し舟連絡を行っていた。以前から本数は少なく、生田営業所時代の末期は平日土曜が午前中心、休日が午後中心で1日9本だったが、登戸営業所への移転に伴うダイヤ改正で平日朝の1往復のみになった。2018年1月16日のダイヤ改正で土休日朝1往復のみの運行になり、2023年3月6日のダイヤ改正で経路変更となった。

### スクールバス
- 日本女子大学スクールバス：向ヶ丘遊園駅 - 日本女子大学西生田キャンパス

向ヶ丘遊園駅北口から大学までの無料スクールバスを運行受託していた。日本女子大学の学生のみ乗車可能だった。貸切専業事業者のワールド自興へ専用車両共々移管され、2011年（平成23年）3月11日限りで小田急バスは撤退した。
- 専修大学スクールバス：あざみ野駅 - 専修大学生田キャンパス（9号館）
- 専修大学教職員専用バス：向ヶ丘遊園駅 - 専修大学生田キャンパス

専修大学の学生及び教職員が乗車可能で専用車にて運行していたが(学生は100円で乗車可能)、2024年度をもって運行を終了した（あざみ野駅発着のスクールバスは先述の専01及び専02へ不定期一般路線化・向ヶ丘遊園駅発着の教職員専用バスは他事業者へ移管）。

## 車両

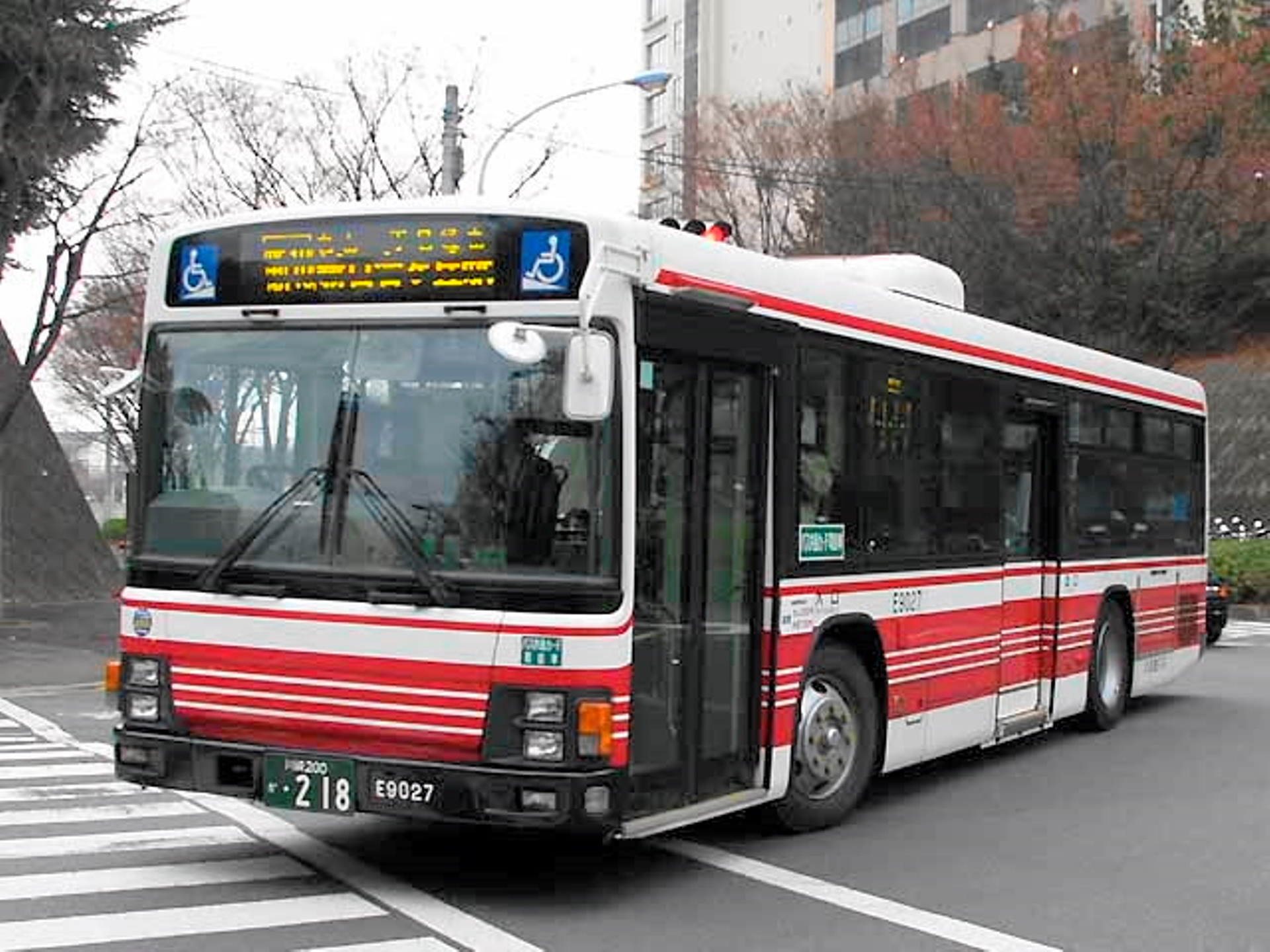
生田営業所時代の所属車両
いすゞ・エルガ、03-E9027号車

一般路線車はいすゞ・エルガノンステップ車に統一されている。町田営業所（当時）とともに丘陵地帯を走る路線が多いことから、他の営業所と異なり高出力車が導入されてきたが、近年はエンジン性能が向上したこともあり、他の営業所でも高出力車を導入している。所属車両のナンバープレートは川崎ナンバーである。
かつてはいすゞ・キュービックの富士重工業製車体架装車が主力で、生田営業所の特徴的な車両として、標準尺車（L尺）より車長が短い短尺車（K尺）も含まれていた。外観ではホイールベースや窓の寸法の違いで識別できたが、U代については晩年は標準尺車のみの配置になり、KC代が短尺車として最後まで残った。
登戸営業所の開設に合わせ、生田営業所所属の全車両がそのまま引き継がれたほか、一般路線用の新車が10台導入されている。2013年10月以降、小田急バスのマスコットキャラクター「きゅんた」の誕生1周年を機に、08-E9257号車が「きゅんた」ラッピングバス（ベースカラーは黄緑色）として運行を開始した。
また、生田研修所の開設に伴い武蔵境営業所から転入してきた教習用車両も配置され、吉祥寺営業所新製配置だった三菱ふそう・エアロスターが2台在籍していた。車番は他の小田急バス一般路線車と異なり、営業所略号が無く番号も400番台となっているため区分が可能。教習用として使用されることが多いが、運賃箱は装備されているため、時折一般路線運用に入ることもあった。その後2015年4月より自家用登録（白ナンバー）に変更され、生田研修所に配置された（現在は除籍済）。
2024年度までは専修大学用車両（三菱ふそう・エアロスター、三菱ふそう・エアロミディ、三菱ふそう・ローザ、日野・メルファ）が配置されていた。専修大学用車両のうち、大型車のエアロスターはあざみ野駅発着、それ以外は向ヶ丘遊園駅発着の教職員輸送に使用されていた。これらの所属車両は登戸営業所への移転を機に、営業所略号やナンバープレート等はそのままで登戸営業所配置となった。
2021年6月、若林営業所からいすゞ・エルガミオ1台（09-E352号車）が転属しており、同年7月末まで狛江市の新型コロナウイルスワクチン接種会場である上和泉地域センターと多摩川住宅を結ぶ無料シャトルバスに充当されていた。なお、シャトルバスの運行終了後は管内の一般路線に充当されており、登戸では史上初の一般路線用の中型車となっていたが、2022年1月下旬に狛江に再転属した。